# Glashaugen
Glashaugen är en kulle i Antarktis. Den ligger i Östantarktis. Norge gör anspråk på området. Toppen på Glashaugen är 2 130 meter över havet, eller 131 meter över den omgivande terrängen. Bredden vid basen är 1,1 km.
Terrängen runt Glashaugen är platt åt nordost, men åt sydväst är den kuperad. Trakten är obefolkad. Det finns inga samhällen i närheten. 